# Wallkill River
Der Wallkill River (bei den Indianern Nordamerikas Twischsawkin, übersetzt „das Land, wo Pflaumen im Überfluss vorhanden sind“) ist ein 151 km langer Zufluss des Hudson Rivers.
Der Fluss ist der Abfluss des künstlichen Lake Mohawk in Sparta, New Jersey. Er fließt von dort hauptsächlich nach Nordosten und vereinigt sich bei Rosendale mit dem Rondout Creek, mit dem er bei Kingston in den Hudson River mündet. Die jährlich ermittelte durchschnittliche Abflussmenge beträgt 39 m³/s.
Der Fluss weist zwei Besonderheiten auf: Zum einen strebt er nach Norden, obwohl er zwischen den beiden nach Süden fließenden Flüssen Hudson und Delaware River liegt. Zum anderen verliert er für die letzten 12 Flusskilometer bis zum Hudson seinen Namen an den wesentlich kleineren Rondout Creek. Dies ist auf die Aufstauung des Wallkill River zum Stausee Sturgeon Pool zurückzuführen, welche unmittelbar vor dem Zusammenfluss mit dem Rondout Creek erfolgt.

## Verlauf
Das weite Flusstal liegt zwischen dem Hauptkamm der Appalachen und den New York-New Jersey Highlands. Auf seinem Lauf entwässert der Fluss den größten Teil des Sussex Countys und fließt dann durch das „Wallkill River National Wildlife Refuge“ an der Staatsgrenze zwischen New Jersey und New York. Der größte Teil des Flusslaufes ist in New Jersey mit dem Kanu befahrbar.
In der „Black Dirt Region“ von Warwick ist der Fluss stark reguliert und Wasser wird zur Bewässerung entnommen. Bevor diese Gegend trockengelegt wurde, war sie als „Drowned Lands“ bekannt. Der Fluss erreicht im Norden des Orange Countys die Ortschaft Wallkill und erlangt dort wieder seine frühere Größe. Er passiert den Orange County Airport in der Village of Montgomery und durchfließt Walden, wo in der Vergangenheit Staudämme gebaut wurden, um für die ortsansässige Industrie Wasserkraft zu erzeugen. Der größte dieser Staudämme in Walden wird noch heute durch die „New York State Electric and Gas“ genutzt.
Auf einer kurzen Strecke bildet der Fluss die Grenze zwischen dem Orange County und dem Ulster County und fließt an Wallkill vorbei, der zweiten Siedlung, die ihren Namen vom Flussnamen ableitet. Vor der Kulisse der Shawangunk Ridge windet sich der Fluss an den Ulster County Fairgrounds und New Paltz vorbei und strebt seiner Mündung in den Rondout Creek zu.
Eher unüblich für den Bundesstaat New York ist, dass der Fluss öfters politische Grenzen schneidet, anstatt sie zu bilden. Abgesehen von der Grenze zwischen Orange und Ulster County trennt der Fluss im Süden des Orange Countys die Towns Minisink, Wawayanda und Wallkill am westlichen Ufer von Warwick und Goshen im Osten.

## Geschichte
Mindestens drei indianische Felsenwohnungen wurden bei archäologischen Ausgrabungen in der Region gefunden. Für die indigenen Bewohner war die Region nicht nur wichtig in landwirtschaftlicher Hinsicht, sondern auch wegen ihrer geologischen Ressourcen. Der Fluss und seine Ufer waren reich an Feuerstein und Hornstein, was sie zu Fertigung von Speeren und Pfeilspitzen benötigten.
Die Gegend am Fluss wurde im 17. Jahrhundert von niederländischen Siedlern vom Hudson Valley her besiedelt. Sie gaben dem Fluss zunächst den Namen Palse – abgeleitet vom Namen der Stadt, die heute den Namen New Paltz trägt. Als sich später herausstellte, dass der Fluss weit über den Raum des New-Paltz-Patents hinausreichte, änderten sie den Namen des Flusses nach dem Waal in ihrer Heimat. Nach dem Übergang der Kolonie in britisches Eigentum folgten ihnen britische Siedler.
Die Siedler erkannten die landwirtschaftliche Nutzbarkeit der Drowned Lands frühzeitig. Bemühungen, den Fluss zu regulieren, gehen bis ins Jahr 1760 zurück. 1826 entstand ein Kanal, der zur Trockenlegung des Landes führte, sodass eine profitable Kultivierung möglich wurde.
Zu jener Zeit begann die aufkommende Industrie, den Fluss zu bändigen. Jacob Walden errichtete eine Wassermühle in der Siedlung am Unterlauf des Flusses, die später seinen Namen erhielt. Müller und Farmer in der Black Dirt Region stießen jahrzehntelang heftig aufeinander. Diese Zusammenstöße sind als „Muskrat and Beaver Wars“ bekannt. Die Mühlenbetreiber waren vom ungehinderten Lauf des Wassers abhängig, während für die Landwirtschaft die Regulierung des Wassers notwendig war. Die Landwirte setzten sich 1871 schließlich durch, auch dadurch, dass der Bau der Eisenbahn die Industrie in Montgomery und Walden konzentrierte, wo die Bahnstrecke vorbeiführte.
Die Anwohner am Fluss erlebten 1955 das schlimmste Hochwasser in der bekannten Geschichte, nachdem nach einem trockenen Sommer zwei Hurrikane, Connie und Diane, den Nordosten der Vereinigten Staaten trafen. In jüngerer Zeit erzwang im April 2007 ein Nor’easter die Sperrung von Straßen und die Evakuierung von Häusern im Schwemmland des Orange Countys, da der starke Niederschlag zu Hochwasser am Fluss und seinen Zuflüssen führte.

## Zuflüsse
Der Wallkill hat 69 Zuflüsse in New York, davon haben 30 einen Namen.
Die Hauptzuflüsse des Wallkill Rivers sind in Fließrichtung
von rechts:
- Pochuck Creek
- Quaker Creek
- Tin Brook
- Plate Kill
- Swarte Kill

von links:
- Papakating Creek
- Rutgers Creek
- Monhagen Creek
- Masonic Creek
- Muddy Kill
- Dwaar Kill
- Shawangunk Kill
- Mara Kill
- Klein Kill

## Wasserkraftanlagen
Bei Walden betreibt Consolidated Hydro New York am Wallkill River ein Laufwasserkraftwerk (⊙) mit 3 Turbinen und einer Gesamtleistung von 2,4 MW.